# L'Étang-du-Nord
L'Étang-du-Nord est une localité de la municipalité des Îles-de-la-Madeleine, au Québec.

## Histoire
Il fut le premier village établi sur l'Île du Cap aux Meules, dans l'archipel des Îles de la Madeleine, où l'on retrouve aussi les villages de Cap-aux-Meules et de Fatima.

## Description

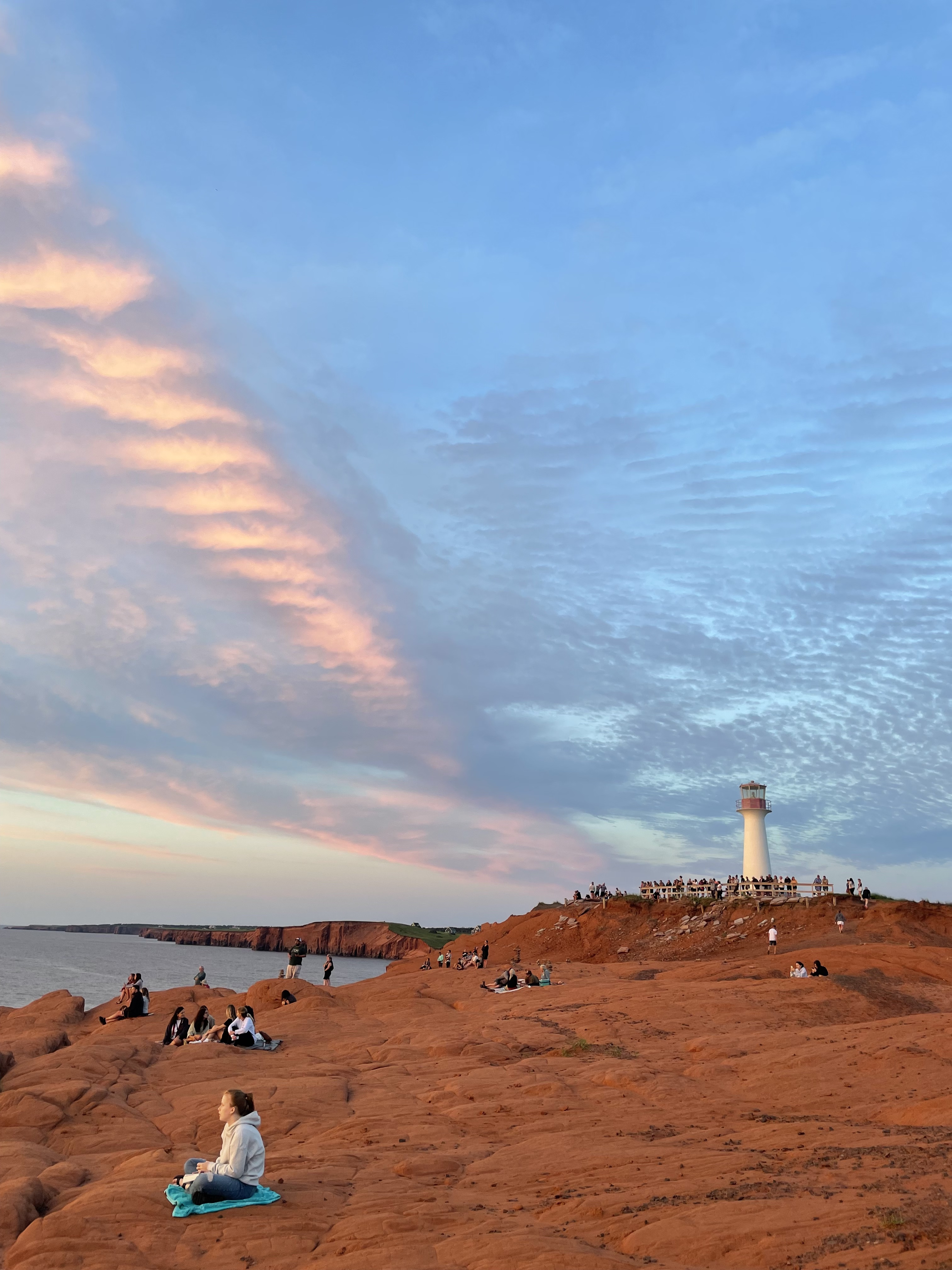
Phare du Borgot, Étang-du-Nord, Îles-de-la-Madelaine

Le secteur de l'Étang-du-Nord près de Cap-aux-Meules, est historiquement le canton de La Vernière, qui comprend l'école et l'église Saint-Pierre, la polyvalente des Îles et le CÉGEP Îles. Non loin de l'église s'élève le point culminant de l'archipel après le Big Hill à l'Île d'Entrée, la Butte du Vent, revêtue de pâturages et d'une petite vallée où sont installées des yourtes.
Le secteur du port, au sud-ouest de l'île, où se massent commerces et attractions touristiques, est nommé la Côte; en y arrivant par le chemin de L'Étang-du-Nord on tombe sur la sculpture des sept pêcheurs tirant ensemble sur un cordage (par Langevin). Un peu au nord de la Côte, au cap Hérissé, on retrouve le phare du Borgot, entouré de falaises rouges érodées. Les gens de l'endroit appellent ce cap et la petite plage attenante, le "Borgot". 
L'Étang-du-Nord est bordée par le golfe du Saint-Laurent, des côtés est et ouest de l'île, la lagune du Havre-aux-Basques et les deux dunes joignant l'île du Havre Aubert: la dune de l'Ouest et la dune du Havre-aux-Basques, ainsi nommée à cause des pêcheurs basques qui fréquentaient les lieux au moment de l'arrivée des Français et des Anglais. La route 199 y passe et son embouchure à l'Étang-du-Nord est aussi appelé la Martinique, l'un des plus anciens noms des Îles, rappelant les explorations dans les mers du Sud.
On retrouve à l'Étang-du-Nord, entre la Côte et le Havre-aux-Basques, la seule microbrasserie de l'archipel, À l'abri de la tempête, qui est aussi une des seules microbrasserie à cultiver tous leurs ingrédients localement. Elle a vendu jusqu'en 2007, au moins quatre bières différentes, dont une édition spéciale pour le 20e anniversaire du concours des Châteaux de sable, au Havre-Aubert.

## Patrimoine
Surnommée la "cathédrale des îles", l'église Saint-Pierre de Lavernière, construite en 1876, est située au 1329, chemin de Lavernière (route 199).
Il s'agit de la deuxième plus grande église en bois d'Amérique du Nord. Construite avec du bois de naufrage, frappée par la foudre et reconstruite plusieurs fois, elle est classée monument historique depuis 1992.

## Démographie
La population de l'Étang-du-Nord a augmenté de 5,8 % de 2001 à 2006, pour atteindre 3 126 personnes.
|  |  |

## Variante de nom
Au lieu de Lavernière, Marie-Victorin écrivait la Vernière (1920)